# Rudolf Brázdil
 Rudolf Brázdil, né le 10 avril 1951 à Brno, est un géographe tchèque, spécialiste de climatologie, lauréat du prix Vautrin-Lud en 2020.

## Formation et carrière
Il naît à Brno, alors en Tchécoslovaquie. Formé à l'université Jan Evangelista Purkyně de Brno (qui prend le nom d'université Masaryk à partir de 1989), il y devient professeur de géographie physique en 1991 et enseigne notamment les bases astronomiques de la géographie, les méthodes statistiques, la géographie physique, la météorologie et les changements climatiques.
Il participe à plusieurs expéditions polaires au Spitzberg (1985, 1988, 1990).
Ses activités de recherche portent sur la climatologie historique, la climatologie de la période instrumentale, l'homogénéisation et l'analyse des séries climatologiques à long terme, l'hydrologie historique et les phénomènes météorologiques extrêmes (inondations, sécheresses, tempêtes de vent ou de grêle).

## Publications
Il est l'auteur ou le co-auteur de 400 articles scientifiques, livres ou chapitres d'ouvrages.

## Récompenses et distinctions

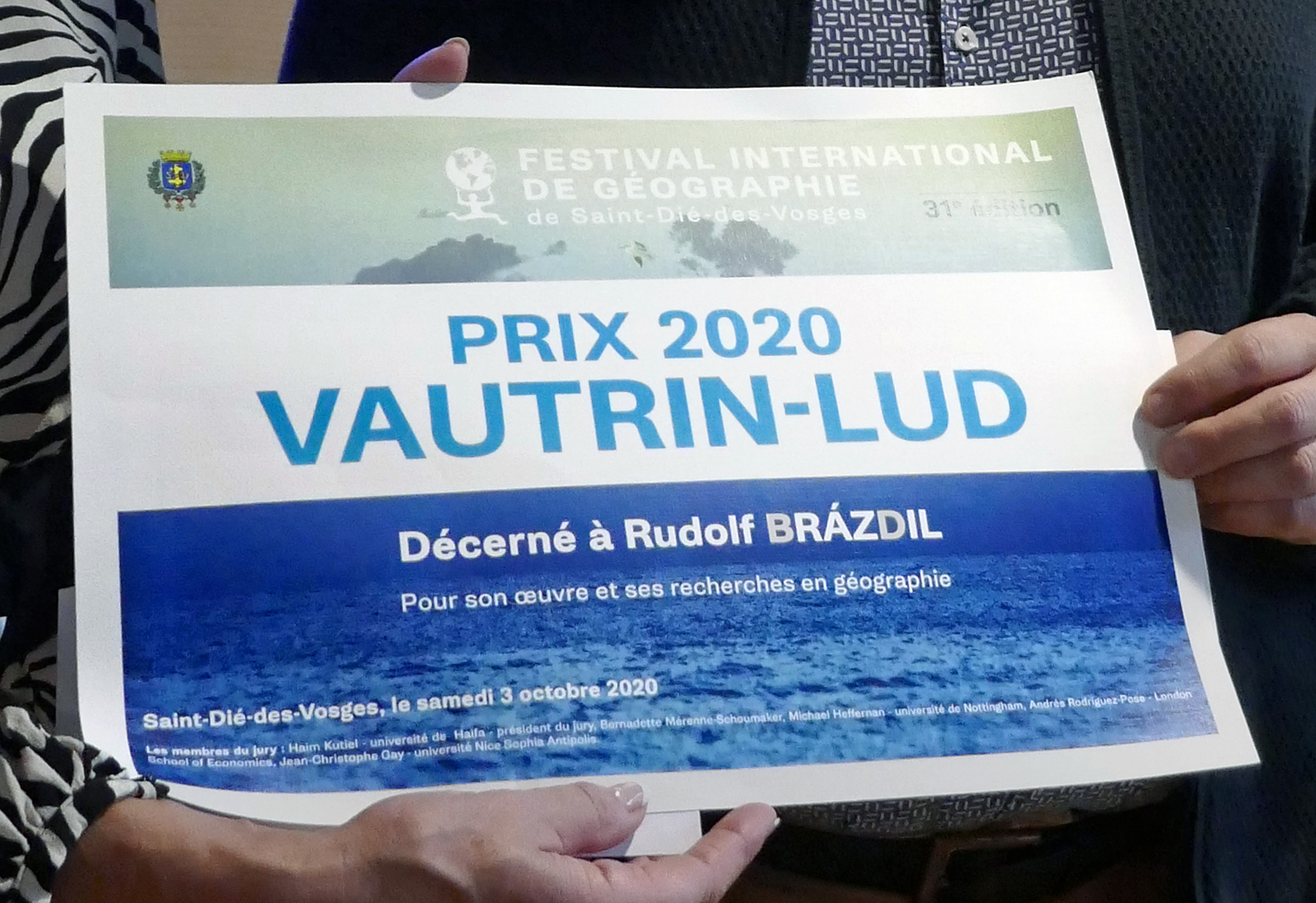
Prix Vautrin-Lud décerné à Rudolf Brázdil le 3 septembre 2020, en son absence du fait de la pandémie.

- Prix Vautrin-Lud (2020)